# Cúp quốc gia Wales 1953–54
Cúp quốc gia Wales FAW 1953–54 là mùa giải thứ 67 của giải đấu bóng đá loại trực tiếp hàng năm dành cho các đội bóng ở Wales.

## Từ viết tắt
Tên giải đấu nằm sau tên các câu lạc bộ.
- FL D1 - Football League First Division
- FL D3N - Football League Third Division North
- FL D3S - Football League Third Division South
- SFL - Southern Football League
- WLN - Welsh League North

## Vòng Năm
Vòng này có sự tham gia của 8 đội thắng ở vòng Bốn và 10 đội bóng mới. Ebbw Vale & Cwn đi thẳng vào vòng tiếp theo..
| Số thứ tự trận | Đội nhà          | Tỉ số | Đội khách         |
| -------------- | ---------------- | ----- | ----------------- |
| 1              | Chester (FL D3N) | 6–1   | Brymbo Steelworks |

## Vòng Sáu
Vòng này có sự tham gia của 3 đội thắng ở vòng Năm cộng với Ebbw Vale & Cwn. Có 6 đội đi thẳng vào vòng Bảy.

## Vòng Bảy
Vòng này có sự tham gia của 2 đội thắng ở vòng Sáu, và 6 đội miễn đấu ở vòng trước.
| Số thứ tự trận | Đội nhà          | Tỉ số | Đội khách        |
| -------------- | ---------------- | ----- | ---------------- |
| 1              | Chester (FL D3N) | 1–0   | Wrexham (FL D3N) |

## Bán kết
Flint Town United và Cardiff City thi đấu tại Wrexham, Chester và Newport County thi đấu tại Cardiff, trận đá lại ở Wrexham.
| Số thứ tự trận | Đội nhà                 | Tỉ số | Đội khách               |
| -------------- | ----------------------- | ----- | ----------------------- |
| 1              | Flint Town United (WLN) | 2–1   | Cardiff City (FL D1)    |
| 2              | Chester (FL D3N)        | 2–2   | Newport County (FL D3S) |
| đá lại         | Chester (FL D3N)        | 2–0   | Newport County (FL D3S) |

## Chung kết
Trận Chung kết diễn ra tại Wrexham.
| Số thứ tự trận | Đội nhà                 | Tỉ số | Đội khách        |
| -------------- | ----------------------- | ----- | ---------------- |
| 1              | Flint Town United (WLN) | 2–0   | Chester (FL D3N) |